# Tony Shalhoub
Tony Shalhoub (9. listopada 1953.) je američki filmski i televizijski glumac, tri puta nagrađen Emmyjem i Zlatnim globusom. Bio je glavni glumac i redatelj serije Monk u kojoj je glumio opsesivno-kompulzivnog detektiva koji često pomaže Policijskom odjelu San Francisca riješiti slučajeve koje nitko drugi ne uspijeva riješiti. Prije nego što je počeo glumiti Adriana Monka, Tony Shalhoub bio je poznat kao Antonio Scarpacci, Sicilijanski vozač taksija u seriji Wings, televizijske kuće NBC, u kojoj je glumio od 1991. do 1997.

## Životopis

### Rani život
Shalhoub je rođen kao Anthony Marcus Shalhoub u Green Bayu u Wisconsinu,  gdje je i odrastao, u obitelji maronitskih kršćana. Njegov otac, Joe Shalhoub, emigrirao je iz Libanona u Ameriku kao siroče u dobi od deset godina. Kasnije je oženio Tonyjevu majku, Helen, koja je bila druga generacija libanonskih Amerikanaca, i osnovao obiteljsko poduzeće počevši od skromne prodavaonice u centru Green Baya.
Tonyjeva braća i sestre su ga upoznale s kazalištem. Kada je Tonyju bilo šest godina, jedna od njegovih starijih sestara ga je povela da bude statist u srednjoškolskoj predstavi 'Kralj i ja' (The King and I). Iako je Tony stajao na krivoj strani zastora tijekom generalne probe, ubrzo je zavolio kazalište. Završio je srednju školu u Green Bayu.

## Pozornica
Ubrzo nakon toga, preselio se u Cambridge u Massachusettsu, gdje je četiri sezone radio u American Repertory Theatre, prije odlaska u New York City. Na Broadwayu je debitirao 1985. u predstavi The Odd Couple u Rita Moreno/Sally Struthers produkciji. 1992. godine nominiran je za Tony nagradu za ulogu u Conversations with My Father. Shalhoub je upoznao svoju ženu, glumicu Brooke Adams, kada su oboje nastupili u predstavi The Heidi Chronicles.
1991. godine jedna od njegovih prvih televizijskih uloga bila je uloga talijanskog vozača taksija Antonia Scarpaccia u seriji Krila. U seriji su glumili i Tim Daly, Steven Weber, Crystal Bernard, Thomas Haden Church, i Rebecca Schull. Shalhoub je afektirao talijanski naglasak zbog uloge. U isto vrijeme glumio je žrtvu u drugoj sezoni serije X-Files, u epizodi Soft Light." Serija Wings otkazana je 1997., i Tony je počeo tražiti druge uloge koje bi odgovarale popularnosti njegova lika iz te serije.
Njegove filmske uloge uključuju brbljavog odvjetnika iz filma "Čovjek kojeg nije bilo", vanzemaljca iz filmova "Ljudi u crnom" I i II, udovca u "13 duhova" i televizijsku zvijezdu u "Galaktička pustolovina".
Shalhoub je glumio u visokobudžetnom trileru iz 1998., "The Siege", skupa s Denzelom Washingtonom, Annette Bening i Bruceom Willisom. Njegov lik, agent FBI-ja, Frank Haddad, podrijetlom je s Bliskog istoka i trpi diskriminaciju nakon terorističkog napada na New York City.

## Monk
Nakon dvogodišnje stanke, Shalhoub se vratio ulogom u seriji Monk, u kojoj je glumio detektiva iz San Francisca koji pati od opsesivno-kompulzivnog poremećaja. Shalhoub je bio nominiran za nagradu Emmy za najbolju glavnu mušku ulogu pet puta, konstantno od 2003. do 2007. godine. Nagradu je osvojio tri puta, 2003, 2005. i 2006.

## Osobni život
Shalhoub je oženio Brooke Adams 1992. godine. Zajedno su glumili u nekoliko filmova, a Adams se jednom pojavila kao gost u Monku. Poslije vjenčanja, Shalhoub je posvojio Brookeinu posvojenu kći Josie Lynn (rođenu 1988.). 1993. godine dobili su drugu kći, Sophie.

## Vanjske poveznice
- Tony Shalhoub u internetskoj bazi filmova IMDb-u (engl.)
- Prva godišnja nagrada Arapso-Američkih filmaša 2005  Arhivirana inačica izvorne stranice od 14. veljače 2005. (Wayback Machine)
- Star File: Tony Shalhoub na Broadway.com
- Q&A: Tony Shalhoub